# Taxi Driver
Taxi Driver (englisch für ‚Taxifahrer‘) ist ein US-amerikanisches Filmdrama des Regisseurs Martin Scorsese aus dem Jahr 1976. Der nach einem Drehbuch von Paul Schrader entstandene Film schildert das Leben des vereinsamten New Yorker Taxifahrers Travis Bickle, der von dem „Schmutz“ der Stadt angewidert ist und dessen Obsession, eine jugendliche Prostituierte ihrem Milieu zu entreißen, in eine Gewaltorgie mündet.
Der Film gewann mehrere Preise und wird zu den wichtigsten und einflussreichsten Filmen des amerikanischen Kinos gezählt. Er machte die damals 13-jährige Darstellerin Jodie Foster zum Star und ist der letzte Film, für den der durch seine Soundtracks für Alfred Hitchcock bekannte Komponist Bernard Herrmann die Filmmusik schrieb.

## Handlung
New York City, Mitte der 1970er Jahre: Der unter Schlafstörungen leidende 26-jährige Travis Bickle nimmt einen Job als Taxifahrer an. Beim Bewerbungsgespräch erzählt er, bei den US Marines gewesen zu sein. Er sei bereit, jederzeit an jedem Ort zu arbeiten. Aufgrund seiner Schlafstörungen fährt er vorwiegend die unbeliebten Nachtschichten bis in die dunkelsten Ecken der Stadt. Nachts befördert Travis zwielichtige Gestalten. Travis ist der Ansicht, dass sich auf New Yorks Straßen zu viel „menschlicher Abschaum“ herumtreibe, der beseitigt gehöre. In seiner Freizeit besucht er Pornokinos oder fährt ziellos umher und führt ein Tagebuch.
Eines Tages sieht er die Wahlkampfhelferin Betsy, die für den Senator und Präsidentschaftsbewerber Charles Palantine arbeitet. In ihr erkennt er den Menschen, der ihm fehlt. Er beginnt, sie zu umwerben, bis Betsy schließlich einwilligt, mit Travis einen Kaffee trinken zu gehen. Für ein nächstes Treffen verabreden sie sich auf einen Kinobesuch.
Eines Abends chauffiert Travis zufällig den Politiker Palantine in seinem Taxi. Er erzählt Palantine, dass er „Wahlkampf“ für ihn mache, indem er jeden, der in sein Taxi steigt, von Palantines Politik zu überzeugen versuche. Der Senator befragt Travis, was ihn am meisten störe, was zukünftig verändert werden müsse. Travis antwortet, dass jemand anfangen sollte, New York von all dem Dreck und Abschaum zu befreien. Nachdem er Palantine abgesetzt hat, steigt die minderjährige Prostituierte Iris in sein Taxi. Sie ist offenbar auf der Flucht vor ihrem Zuhälter. Noch bevor Travis losfahren kann, holt dieser sie wieder aus dem Wagen und gibt Travis 20 Dollar als Entschädigung. Kurz darauf wird er im Taxi von mehreren Bewohnern der „Slums“ mit Eiern beworfen.
Travis geht mit Betsy ins Kino. Betsy ist erst irritiert, da es sich bei dem von Travis ausgesuchten Kino um ein Pornokino handelt, geht aber trotzdem mit hinein. Sie fühlt sich während des Films, der viele Sexszenen enthält, rasch unwohl und verlässt angewidert das Kino. Travis folgt ihr und versichert ihr, er habe nicht gewusst, dass sie solche Filme nicht möge. Sie steigt fluchtartig in ein Taxi. Später ruft Travis bei Betsy an, um sich für den misslungenen Abend zu entschuldigen, aber sie will sich nicht mehr mit ihm treffen. Er versucht immer wieder, ihr Blumen zu schicken; sie nimmt diese jedoch nicht an. Travis ist deprimiert. Er kommt noch einmal zu Betsy ins Büro und fragt sie wütend, warum sie seine Anrufe nicht annimmt. Bevor er jedoch richtig zu Wort kommen kann, wird er von ihrem Kollegen unter der Drohung, die Polizei zu rufen, aus dem Büro gedrängt.
Eines Nachts befördert Travis in seinem Taxi einen eifersüchtigen Mann auf dem Rücksitz, der seine untreue Frau überwacht. Dieser schildert dabei ausführlich, wie er seine Frau mit einer 44er Magnum töten wolle.
Als Travis nachts wieder ziellos umherfährt, läuft ihm plötzlich Iris vors Taxi. Er verfolgt sie kurz, bis sie sich einem Freier zuwendet, und fährt dann davon. Dieses Erlebnis bringt all die angestauten Aggressionen in ihm zum Vorschein. Er muss etwas tun. Travis erwirbt vier Pistolen bei einem Schwarzhändler, der ihm von seinem Taxifahrerkollegen Doughboy (in der deutschen Fassung „Dollarboy“) empfohlen worden ist. Daraufhin beginnt er zu trainieren. Er will seine körperliche Fitness wiedererlangen, die ihm das viele Sitzen geraubt hat, und er will weniger Pillen schlucken.
Beim Besuch einer Wahlkampfveranstaltung von Charles Palantine spricht er einen Security-Beamten an. Er gibt an, verdächtige Personen gesehen zu haben. Weiter erzählt Travis, dass er gerne für den Secret Service arbeiten würde. Der Security-Beamte erfragt daraufhin seine Adresse, angeblich um ihm Bewerbungsmaterial zukommen lassen zu können. Travis wittert eine Falle, gibt falsche Personalien an und kann rechtzeitig verschwinden, bevor ein Kollege auf ihn angesetzt wird.
In seiner heruntergekommenen Wohnung spricht Travis mit imaginären Gegnern und hantiert mit seinen illegal erworbenen Waffen. Er steigert sich zunehmend in den Wahn hinein, die Straßen New Yorks selbst säubern zu müssen. Abends kauft er in einem kleinen Laden ein und wird Zeuge eines Raubüberfalls. Travis schießt den Räuber nieder und wird, weil er keinen Waffenschein besitzt, vom befreundeten Ladeninhaber fortgeschickt. Der Ladenbesitzer prügelt hinter ihm auf den schwer verletzten Räuber ein.
Travis schreibt eine Grußkarte zum Hochzeitstag an seine Eltern, in der er behauptet, in geheime Regierungsarbeiten eingebunden zu sein und mit einer Frau eine Beziehung zu haben.
Travis passt Iris ab. Sie verweist ihn an ihren Zuhälter Matthew. Bei ihm gibt er an, mit Iris schlafen zu wollen. Im Stundenhotel kommt er mit Iris ins Gespräch. Er erzählt ihr, dass sie schon einmal in seinem Taxi saß, aber von Matthew wieder herausgeholt wurde. Sie kann sich aber nicht daran erinnern. Iris hat den Beschützerinstinkt in Travis geweckt, er will sie aus der Prostitution herausholen. Sie allerdings möchte von seinem Vorhaben nichts wissen: Sie habe bei ihrem Fluchtversuch unter Drogen gestanden. Gleichwohl verabreden sie sich zum Mittag des Folgetags. Travis will, dass Iris zurück zu ihren Eltern geht. Doch Iris sagt, ihr Zuhälter Matthew – Spitzname Sport – liebe sie und behandele sie gut. Sie fragt Travis, ob er mit ihr in eine Kommune nach Vermont gehen wolle, was er ablehnt. Er erzählt Iris, dass er einen wichtigen Regierungsauftrag habe, der zu erledigen sei.
Travis bereitet sich auf die Ausführung seines „Auftrages“ vor: Er trainiert das Schießen mit seinen Waffen auf dem Schießplatz, schärft sein Messer und optimiert seine Kleidung für den „Kampf“. Er schreibt Iris einen Abschiedsbrief, dem er Geld beilegt, damit sie die Stadt verlassen kann.
Mit einem Irokesenschnitt taucht Travis auf einer Wahlkampfveranstaltung von Senator Palantine am Columbus Circle auf, augenscheinlich mit der Absicht, den Senator zu erschießen. Er wird aber von einem von dessen Leibwächtern rechtzeitig erkannt und flieht. Später fährt er zu dem Stundenhotel, in dem Iris arbeitet. Vor dem Nachbarhaus schießt Travis dem Zuhälter Sport in den Bauch. Er geht hinüber zum Stundenhotel und zerschießt dem Inhaber die rechte Hand. Sport rafft sich schwer verletzt auf, erscheint mit einem Revolver im Hotel, feuert auf Travis und verletzt ihn am Hals. Travis kann seinerseits Sport niederschießen und feuert zwei weitere Kugeln auf den am Boden liegenden. Ein Mann, dem Sport zuvor Geld gegeben hatte, stürmt aus Iris’ Zimmer und schießt Travis in die Schulter, so dass dieser seine Waffe verliert. Travis trägt jedoch eine selbstgebaute Mechanik am rechten Arm, durch die eine weitere Pistole zum Vorschein kommt, mit der er den Freier tötet. Während des Schusswechsels wird Travis immer wieder vom Hotelinhaber attackiert. Die beiden landen ringend in Iris’ Zimmer. Travis zieht ein Kampfmesser hervor, das er zuvor mit Klebeband an seinem Stiefel befestigt hatte. Er sticht die Klinge durch die unverletzte Hand seines Gegners. Obwohl Iris Travis anfleht, den Mann am Leben zu lassen, tötet er ihn mit einem Kopfschuss.
Travis ist schwer verletzt und will sich erschießen, doch er hat keine Munition mehr. Als Polizisten den Raum betreten, zeigt er mit seinem blutigen Zeigefinger auf seine Schläfe und deutet an, sich zu erschießen. Die Kamera schwenkt von Travis weg und zeigt von hoch oben den blutigen Pfad, den er hinterlassen hat, schwenkt über Blutspritzer, tote Körper und die Treppe hinunter bis auf die Straße, wo sich Schaulustige und Polizisten drängen.
Zeitungsartikel feiern Travis als Held und ein Brief von Iris’ Eltern versichert ihm ihre Dankbarkeit für die Rettung ihrer Tochter, die sich wieder zu Hause eingelebt habe. Travis steht plaudernd mit seinen Taxifahrerkollegen zusammen. Er besitzt wieder volles Haar, und die einzige erkennbare Folge der Schießerei ist eine Narbe am Hals. Betsy sitzt in seinem Taxi und er fährt sie nach Hause. Er lächelt, als sie ihn begrüßt, und spricht sie auf Palantines Nominierung an; er versichert, er hoffe weiterhin, dass dieser die Wahl gewinne. Sie antwortet, sie habe über ihn in der Zeitung gelesen, und fragt nach seinem Wohlbefinden. Er gibt ruhig zurück, die Medien würden immer übertreiben, er fühle sich nur ein wenig schlapp. Er hält bei ihrem Haus und sie steigt aus. Er erlässt ihr den Preis für die Fahrt und fährt lächelnd davon. In einer letzten Einstellung vor dem Abspann blickt Travis irritiert in den Rückspiegel.

## Entstehung
- Der Film ist nach Hexenkessel die zweite Zusammenarbeit des Trios Martin Scorsese, Robert De Niro und Harvey Keitel.
- Die Drehbuchvorlage stammt von Paul Schrader und zeigt autobiografische Züge. Robert De Niro als Method Actor verwendete für seine Rollengestaltung die Originalkleidung Schraders und fuhr als Vorbereitung mehrere Tage in New York selbst Taxi.
- Wegen Jodie Fosters Minderjährigkeit wurde sie in den sexuell expliziten Szenen durch ihre damals zwanzigjährige Schwester Constance ersetzt.[1]
- Steven Spielberg hat als leitender Editor an der Entstehung des Films mitgewirkt, wird jedoch im Abspann nicht erwähnt.
- Die Filmmusik ist die letzte Arbeit von Bernard Herrmann, der wenige Stunden nach Vollendung der Musikaufnahmen starb. Nach dem Filmabspann ist die Widmung Our gratitude and respect to Bernard Herrmann (dt.: Unsere Dankbarkeit und unser Respekt gelten Bernard Herrmann) in Bezug auf den Komponisten zu lesen, zusammen mit dessen Geburts- und Sterbedaten (June 29, 1911 – December 24, 1975).

## Hintergrund
- „Die Kraft des Geistes auf dem falschen Weg“, sagte Regisseur Martin Scorsese über die grundlegende Charaktereigenschaft der Hauptfigur Travis Bickle.
- Scorsese tritt in einer Szene des Films als betrogener Ehemann auf dem Rücksitz des Taxis auf. Beim ersten Erscheinen von Betsy sitzt er auf einem Mäuerchen und schaut ihr nach, als sie an ihm vorbei ins Haus geht. In einer weiteren Szene ist er kurz als Passant vor dem Wahlkampfbüro Palantines zu sehen.
- Die Wahlkampfhelferin Betsy vergleicht Travis mit Kris Kristoffersons Song The Pilgrim, Chapter 33. Daraufhin erwirbt dieser ein Exemplar der LP The Silver Tongued Devil and I, um Betsy damit zu beschenken. Im Abspann wird unter den Danksagungen Kris Kristofferson ausdrücklich erwähnt.
- Der Senator Palantine wirbt auf seinen Kundgebungen mit dem Slogan „We are the people“, deutsch synchronisiert ist das mit „Wir sind das Volk“.
- Der Altsaxophon-Solist der Originalfilmmusik war Ronnie Lang, der jedoch nicht verfügbar war, als man später für Arista Records das Soundtrack-Album aufnahm, wobei Tom Scott das Solo auf dem Soundtrack-Album spielte.

## Drehorte
Die Außenaufnahmen des Films fanden in New York City statt. Der Drehort für die Taxizentrale lag am westlichen Ende der 57th Street, nahe der 11th Avenue. Das Gebäude ist noch erhalten, aber ein großer Teil der Umgebung musste dem Neubau des West Side Highway weichen. Ebenfalls abgerissen wurde in der Zwischenzeit die an der Park Avenue South Ecke 28th Street liegende Belmore Cafeteria, in der sich die Taxifahrer im Film während ihrer Pausen treffen. Laut Tony Reeves war dieses Cafe auch in Wirklichkeit ein beliebter Aufenthalt der Taxifahrer. Das Pornokino, in das Travis Betsy ausführt, liegt an der 48th Street Ecke 8th Avenue. Das Stundenhotel, in dem Iris arbeitet, ist das Haus 226 East 13th Street und liegt im East Village zwischen der 2nd und 3rd Avenue. Die von Säulen getragene Vorderfront ist nicht mehr erhalten.

## Synchronisation
Die deutsche Synchronisation entstand nach einem Dialogbuch von Michael Richter und unter der Dialogregie von Joachim Kunzendorf im Auftrag der Berliner Synchron GmbH Wenzel Lüdecke.
| Darsteller        | Sprecher               | Rolle                  |
| ----------------- | ---------------------- | ---------------------- |
| Robert De Niro    | Christian Brückner     | Travis Bickle          |
| Peter Boyle       | Wolfgang Völz          | „Wizard“               |
| Jodie Foster      | Hansi Jochmann         | Iris Steensma          |
| Harvey Keitel     | Joachim Kemmer         | „Sport“ Matthew        |
| Steven Prince     | Arne Elsholtz          | Andy                   |
| Cybill Shepherd   | Gisela Fritsch         | Betsy                  |
| Norman Matlock    | Dieter B. Gerlach      | Charlie T.             |
| Harry Northup     | Thomas Danneberg       | „Dollarboy“            |
| Peter Savage      | Eric Vaessen           | Freier im Taxi         |
| Harry Fischler    | Hans Nitschke          | Harry                  |
| Billie Perkins    | Joseline Gassen        | Iris’ Freundin         |
| Tommy Ardolino    | Ronald Nitschke        | Junge                  |
| Nat Grant         | Hans-Jürgen Dittberner | Ladendieb              |
| Bob Maroff        | Hans Nitschke          | Mafioso                |
| Victor Argo       | Melvin Quinones        | Melio                  |
| Joe Spinell       | Michael Chevalier      | Personalchef           |
| Gino Ardito       | Thomas Petruo          | Polizist               |
| Copper Cunningham | Joseline Gassen        | Prostituierte in Taxi  |
| Gene Palma        | Joachim Röcker         | Schlagzeuger           |
| Richard Higgs     | Günter Hanke           | Geheimdienstler        |
| Leonard Harris    | Heinz Petruo           | Sen. Charles Palantine |
| Albert Brooks     | Norbert Gescher        | Tom                    |
| Bill Minkin       | Ronald Nitschke        | Toms Assistent         |
| Beau Kayser       | Mathias Einert         | Fernsehdarsteller      |
| Martin Scorsese   | Hans-Werner Bussinger  | verärgerter Fahrgast   |
| Murray Moston     | Hans W. Hamacher       | Zuhälter               |

## Kritiken
Taxi Driver gilt als Meisterwerk, was sich auch in den Auswertungen US-amerikanischer Aggregatoren widerspiegelt. So erfasst Rotten Tomatoes größtenteils wohlwollende Besprechungen und ordnet den Film damit als „Verbrieft frisch“ ein. Metacritic ermittelt aus den vorliegenden Bewertungen „Einhelliges Lob“. Zu den großen Bewunderern des Films zählte auch Starkritiker Roger Ebert. Insgesamt listet They Shoot Pictures, Don’t They? Taxi Driver unter den 20 angesehensten Werken der Filmgeschichte. Es folgen einige repräsentative Pressestimmen:

„Wegen seiner moralischen Ambivalenz und der schockierenden Gewaltszenen löste der Film hitzige Diskussionen aus. Trotz zeitverhaftetem Kontext (Vietnamkrieg und Watergate-Affäre) ist Scorseses Großstadtalptraum zum zeitlosen Klassiker geworden.“

„Scorsese zeigt mit seinem Taxi Driver, wie schmal der Grat zwischen Weltschmerz und Frustration einerseits und (selbst-)zerstörerischem Wahn andererseits ist; aber auch, dass ein ebenso schmaler Grat in der öffentlichen Wahrnehmung existiert, nämlich der zwischen Verbrechern und Helden …“

„Travis in New York City, der Geburtsstätte des Punk, zeitgleich in der Mitte der Siebziger. Im New Yorker Club CBGB’s spielten die Ramones, als Taxi Driver gedreht wurde. Travis als erster Punk des Kinos? Erster Irokesenschnitt jedenfalls, und Durchdrehen, Rebellieren, ohne noch wirklich zu wissen, wogegen.“

„Mit kühler Eindringlichkeit und analytischer Präzision schildert der ungemein dichte Film die psychischen Deformationen seines Helden. Zugleich verdeutlicht er, dass der Ausbruch individueller Gewalt mit einem allgemeinen Klima latenter Brutalität und Abstumpfung korrespondiert. Ein Thriller, der intensive Wirklichkeitsbeobachtung mit den mythischen Qualitäten des traditionellen Genrefilms verbindet.“

2003 erstellte die Bundeszentrale für politische Bildung in Zusammenarbeit mit zahlreichen Filmschaffenden einen Filmkanon für die Arbeit an Schulen, in den dieser Film aufgenommen wurde. Auch der Zuspruch des Publikums bleibt ungebrochen. So setzen die Nutzer der Filmdatenbank IMDb Taxi Driver auf Platz 130 ihrer Top 250 beliebtesten Filme.

## Adaptionen und andere Nachwirkungen

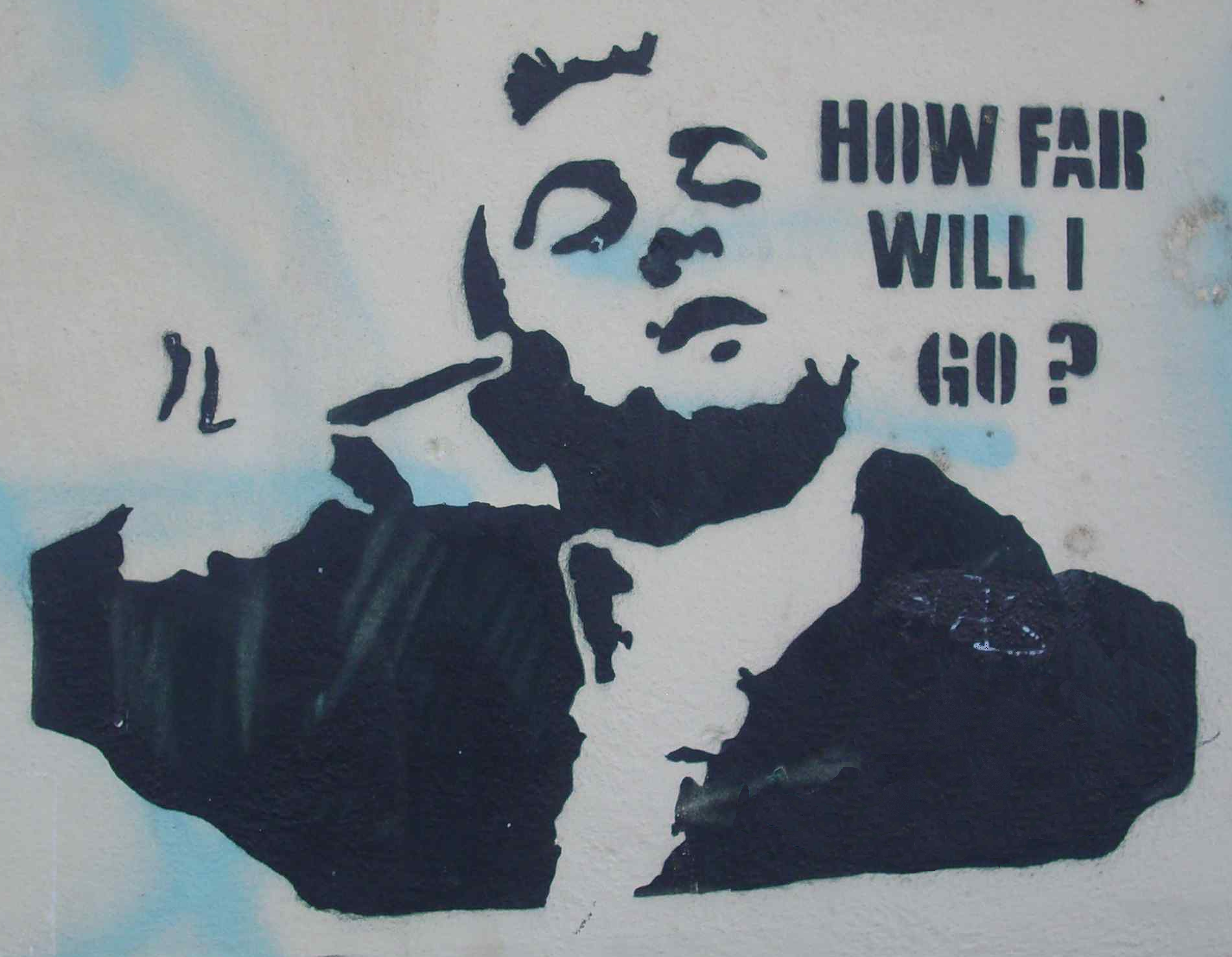
Stencil von Travis Bickle in Regensburg

Teile aus Travis’ Rede, in der er erklärt, den „Abschaum“ von der Straße spülen zu wollen, wurden von der englischen Punkband The Clash in dem Song Red Angel Dragnet auf ihrem 1982er Album Combat Rock zitiert. Zum Zeitpunkt des Albums trug Clash-Frontmann Joe Strummer einen Irokesenschnitt und Militärkleidung in Anlehnung an Travis’ Kleidungsstil im Film. In dem Song Just another Victim, eine Kollaboration zwischen der Alternative-Metal-Band Helmet und der HipHop-Band House of Pain, erfährt der Film gleichfalls eine Erwähnung, nämlich in der Strophe: „Holy diver, I'm a survivor, feeling like De Niro in Taxi Driver, with Jodie Foster and Harvey Keitel, looks like I'm walkin' through a livin' hell“. Der Song Just another Victim befindet sich auf dem Soundtrack des Actionfilms Judgment Night – Zum Töten verurteilt von 1993. Die deutsche Hardcoreband Ryker’s verwendet im Intro des Songs This Separation Mine ihres 1996er Albums Ground Zero ein originales Sample der berühmten Brandrede von Filmfigur Travis Bickle. Die amerikanische Punkband Rancid gab einem Lied den Titel Travis Bickle, das sich auf ihrem Album Indestructible von 2003 befindet. Inhaltlich geht es darin ebenfalls um einen Mann, der Vergeltung gegen die Gewalt und den Hass auf den Straßen übt. Die amerikanische Hardcore-Band Agnostic Front verwendet im Intro ihres Songs Old New York ihres 2015er Albums The American Dream Died gleichfalls das Sample dieser Rede.
Kultstatus erlangte die Szene, in der Robert De Niro alias Travis Bickle mit gezücktem Revolver vor einem Spiegel steht und sein vermeintliches Gegenüber, respektive sein Spiegelbild, mit den Worten „You talkin’ to me?“ (deutsch: „Redest du mit mir? Du laberst mich an?“) zu einem Duell auffordert. In der vom American Film Institute ermittelten Liste der „100 besten Filmzitate aller Zeiten“ sind diese Worte auf Platz 10 platziert. Die Szene fand sich nicht im Original-Drehbuch, sondern wurde von De Niro improvisiert. Dieser hatte auf einem Konzert von Bruce Springsteen gehört, wie dieser wiederholt zum Publikum „You talkin’ to me“ sagte, und sich dadurch inspiriert gefühlt, diesen Monolog in den Film einzubauen. Diese Szene wurde unzählige Male parodiert und adaptiert, beispielsweise von Vincent Cassel in Hass, von Michael J. Fox in Zurück in die Zukunft III, von Mr. Garrison in South Park (Staffel 1, Folge 102), von Moe Szyslak in Die Simpsons (Staffel 5, Folge 18), von Aaron Johnson in Kick-Ass sowie im Musikvideo Männer sind Schweine der Band Die Ärzte.
John Hinckley, Jr., der am 30. März 1981 ein Attentat auf Ronald Reagan verübte, wollte damit die Aufmerksamkeit von Jodie Foster auf sich lenken. Er hatte sie in Taxi Driver gesehen, war ihr verfallen und beschloss nach erfolglosen Stalking- und Kontaktaufnahmeversuchen, wie Travis Bickle einen hochrangigen Politiker ermorden zu wollen.
Robert De Niro wünscht sich seit Jahren eine Fortsetzung. Auf der Berlinale 2010 wurde bekannt, dass Scorsese und De Niro an einer Fortsetzung arbeiten. Fälschlicherweise wurde auch Lars von Trier mit dem Projekt in Verbindung gebracht.

## Auszeichnungen
Taxi Driver gewann 1976 die Goldene Palme bei den Internationalen Filmfestspielen von Cannes. Im Jahr 1977 waren Robert De Niro als Hauptdarsteller, Jodie Foster als Nebendarstellerin und Martin Scorsese als Regisseur bei vielen renommierten Filmpreisen in den USA und weltweit nominiert sowie oftmals auch Preisträger. Auch der bereits im Dezember 1975 verstorbene Filmkomponist Bernard Herrmann erhielt postum Filmpreise für seinen Score von Taxi Driver. 1994 wurde der Film in das National Film Registry aufgenommen.
| Preis                                | Kategorie                                                                         | Nominierte(r)                    | Resultat  |
| ------------------------------------ | --------------------------------------------------------------------------------- | -------------------------------- | --------- |
| Int. Filmfestspiele von Cannes 1976  | Goldene Palme                                                                     | Martin Scorsese                  | Gewonnen  |
| Hochi Filmpreis (Japan)              | Bester ausländischer Film                                                         | Martin Scorsese                  | Gewonnen  |
| Los Angeles Film Critics Association | Bester Hauptdarsteller                                                            | Robert De Niro                   | Gewonnen  |
| Los Angeles Film Critics Association | Beste Filmmusik                                                                   | Bernard Herrmann                 | Gewonnen  |
| Los Angeles Film Critics Association | New Generation Award                                                              | Jodie Foster, Robert De Niro     | Gewonnen  |
| Oscarverleihung 1977                 | Bester Hauptdarsteller                                                            | Robert De Niro                   | Nominiert |
| Oscarverleihung 1977                 | Beste Nebendarstellerin                                                           | Jodie Foster                     | Nominiert |
| Oscarverleihung 1977                 | Beste Filmmusik (Original Score)                                                  | Bernard Herrmann                 | Nominiert |
| Oscarverleihung 1977                 | Bester Film                                                                       | Michael Phillips, Julia Phillips | Nominiert |
| 30. BAFTA Awards (1977)              | Anthony Asquith Preis für Beste Filmmusik                                         | Bernard Herrmann                 | Gewonnen  |
| 30. BAFTA Awards (1977)              | Beste Nebendarstellerin (auch für Bugsy Malone)                                   | Jodie Foster                     | Gewonnen  |
| 30. BAFTA Awards (1977)              | Vielversprechendster Nachwuchsdarsteller für Hauptrollen (verliehen 1953–1985)    | Jodie Foster                     | Gewonnen  |
| 30. BAFTA Awards (1977)              | Bester Hauptdarsteller                                                            | Robert De Niro                   | Nominiert |
| 30. BAFTA Awards (1977)              | Beste Regie                                                                       | Martin Scorsese                  | Nominiert |
| 30. BAFTA Awards (1977)              | Bester Film                                                                       |                                  | Nominiert |
| 30. BAFTA Awards (1977)              | Bester Schnitt                                                                    | Tom Rolf, Melvin Shapiro         | Nominiert |
| Blue Ribbon Awards (Japan)           | Bester Ausländischer Film                                                         |                                  | Gewonnen  |
| David di Donatello (Italien)         | Spezial David                                                                     | Jodie Foster                     | Gewonnen  |
| David di Donatello (Italien)         |                                                                                   | Robert De Niro                   | Gewonnen  |
| DGA-Award                            | Outstanding Directorial Achievement in Motion Pictures                            | Martin Scorsese                  | Nominiert |
| 34. Golden Globe Awards (1977)       | Bester Film – Drama                                                               | Robert De Niro                   | Nominiert |
| 34. Golden Globe Awards (1977)       | Beste Filmdrehbuch                                                                | Paul Schrader                    | Nominiert |
| Grammy Awards                        | Album of Best Original Score Written for a Motion Picture or a Television Special | Bernard Herrmann                 | Nominiert |
| KCFCC Award (USA)                    | Beste Nebendarstellerin                                                           | Jodie Foster                     | Gewonnen  |
| Kinema Junpo (Japan)                 | Beste Regie in ausländischer Sprache                                              | Martin Scorsese                  | Gewonnen  |
| NSFC Awards 1977 (USA)               | Bester Hauptdarsteller                                                            | Robert De Niro                   | Gewonnen  |
| NSFC Awards 1977 (USA)               | Beste Regie                                                                       | Martin Scorsese                  | Gewonnen  |
| NSFC Awards 1977 (USA)               | Beste Nebendarstellerin                                                           | Jodie Foster                     | Gewonnen  |
| NSFC Awards 1977 (USA)               | Bester Film                                                                       |                                  | Nominiert |
| NSFC Awards 1977 (USA)               | Bester Nebendarsteller                                                            | Harvey Keitel                    | Nominiert |
| 42. NYFCC Awards (USA)               | Bester Hauptdarsteller                                                            | Robert De Niro                   | Gewonnen  |
| 42. NYFCC Awards (USA)               | Beste Regie                                                                       | Martin Scorsese                  | Nominiert |
| 42. NYFCC Awards (USA)               | Beste Nebendarstellerin                                                           | Jodie Foster                     | Nominiert |
| 42. NYFCC Awards (USA)               | Bester Nebendarsteller                                                            | Harvey Keitel                    | Nominiert |
| WGA-Award                            | Original Screenplay                                                               | Paul Schrader                    | Nominiert |